# 圣弥额尔堂 (赫雷斯)
圣弥额尔堂（西班牙語：Iglesia de San Miguel）是一座教堂，位于西班牙赫雷斯-德拉弗龙特拉。1931年公布为西班牙文化财产。

## 历史
圣弥额尔堂创建于15世纪末。哥特式立面门上的铭牌日期为1484年。据信，天主教君主访问该市时，委托修建了教堂。以前，这个地区是由一个老隐修士服务。它的建造历时几个世纪的时间，最终形成了杰出的主教座堂般的建筑群，拥有晚期哥特式元素和典型的文艺复兴和巴洛克的元素。

## 说明
该堂为长方形平面，分为三个中殿，中央部分天花板较高，每一个中殿之间用哥特式花卉风格的壁柱分割。它被认为是赫雷斯最好的教堂之一。